# Transaminering
 Der er for få eller ingen kildehenvisninger i denne artikel, hvilket er et problem. Du kan hjælpe ved at angive troværdige kilder til de påstande, som fremføres i artiklen.

Transaminering er en proces hvor leveren omdanner aminosyrer, som der er for mange af, til aminosyrer, der er for få af. Transaminering sker ved at overføre en aminogruppe fra én aminosyre, til en anden syre, som dermed omdannes til en aminosyre. Denne proces kan lade sig gøre for 11 af de 20 aminosyrer som kroppen har brug for. De øvrige skal indtages ved føden.
| Biokemi | Spire Denne biokemiartikel er en spire som bør udbygges. Du er velkommen til at hjælpe Wikipedia ved at udvide den. |